# Fabián Ahumada
Fabián Antonio Ahumada Astete (Santiago, Chile, 26 de abril de 1996) es un futbolista profesional chileno que se desempeña como delantero. Lleva desde 2023 sin equipo.

## Trayectoria
Salido de las juveniles de "Los Árabes", debuta el 25 de marzo de 2015 en el partido pendiente por la fecha 5 del Clausura 2015 contra Huachipato, iniciando como titular con tan solo 18 años, y a las órdenes de Pablo Guede.
Su primer gol con el "Tino-Tino", fue ante Unión Española el 25 de abril de 2015.

## Clubes
| Club                      | País  | Año       | PJ | Goles |
| ------------------------- | ----- | --------- | -- | ----- |
| Palestino                 | Chile | 2014-2021 | 88 | 8     |
| → Coquimbo Unido (cedido) | Chile | 2016-2017 | 27 | 4     |
| Santiago Morning          | Chile | 2022      | 0  | 0     |

- Datos: Q60048611